# Rudolf Glötzner
Rudolf Glötzner (ur. 1 lutego 1917, zm. 25 lutego 2010) – niemiecki lekkoatleta, wieloboista i tyczkarz; po zakończeniu kariery pracował jako lekarz w szpitalu w Weiden do 1954, potem praktykował jako ginekolog w prywatnej praktyce i działacz sportowy.
Czwarty zawodnik mistrzostw Europy w Paryżu w dziesięcioboju (1938). W 1939 wygrał skok o tyczce na Światowych Igrzyskach Studentów.
Wielokrotny medalista mistrzostw Niemiec: 6 medali w skoku o tyczce (złoto w 1949, 1941, 1942 i 1948 oraz brązowe medale w 1939 i 1949), dwa w dziesięcioboju (złoto w 1940 i srebro w 1939), w 1940 był mistrzem kraju pięcioboju.
Dwukrotny rekordzista Niemiec w skoku o tyczce:
- 4,14 (16 sierpnia 1939, Duisburg)
- 4,16 (2 sierpnia 1942, Berlin)